# Torishima (Izu-Inseln)
Torishima (jap. 鳥島, wörtlich: Vogelinsel, früher Ponafidin-Insel, benannt von Adam Johann von Krusenstern nach Sachar Panafidin) ist eine kleine Insel vulkanischen Ursprungs im Pazifischen Ozean. Sie ist die zweit-südlichste Insel der Izu-Inseln. Um sie von anderen japanischen „Vogelinseln“ zu unterscheiden, wird sie gelegentlich auch als Izu-Torishima bezeichnet.

## Verwaltung
Wie die gesamte Inselkette der Izu-Inseln gehört Torishima administrativ zur Präfektur Tokio. Sie sind Teil der Subpräfektur Hachijō, die von Hachijō-jima aus verwaltet wird. Sie gehören jedoch, ebenso wie die drei Izu-Inseln Bayonnaise Rocks, Sumisu-jima und Sōfugan zu keiner Gemeinde und sind damit de facto gemeindefreies Gebiet. Sie werden jedoch von den Gemeinden Aogashima und Hachijō beansprucht.

## Geografie

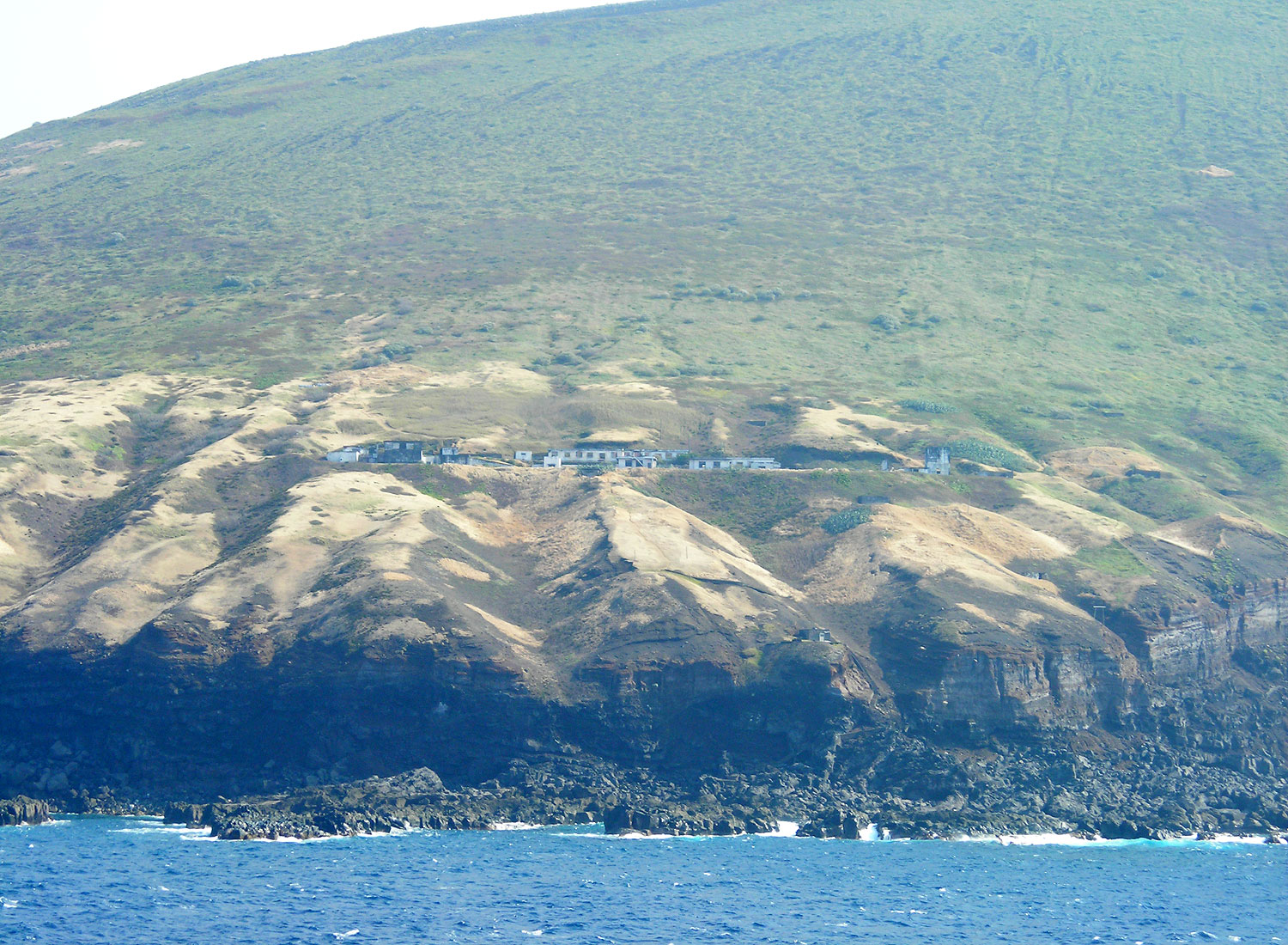
Ruinen der meteorologischen Station

Torishima liegt etwa 575 km südlich von Tokio und 76 km nördlich des Felseilandes Sofugan. Die nahezu runde Insel weist einen Durchmesser von 2,7 km sowie eine Fläche von 4,79 km² auf und erreicht mit dem Iō-zan (veraltet auch Iwo-zan; 硫黄山, dt. „Schwefelberg“) eine Höhe von 394 m über dem Meer. Torishima stellt den Gipfel eines Stratovulkans dar, der in jüngerer Zeit zahlreiche Eruptionen hatte, zuletzt im Jahr 2002. Das derzeitige Aussehen der Insel mit vegetationslosem Kegel ist die Folge eines Ausbruchs von 1939. Torishima war bewohnt (Hauptort: Tamakisato), bis alle 125 Bewohner der Insel bei einem Ausbruch im August 1902 umkamen. Durch den Auswurf von Asche und phreatomagmatische Explosionen wurden alle Häuser zerstört; zudem kam es zu submarinen Eruptionen in der Umgebung der Insel. Eine später eingerichtete meteorologische Station wurde im November 1965 nach einer Serie von Erdbeben aufgegeben; ihre Ruinen sind beim Hatsune-Kap (初寝崎, Hatsune-zaki) im Westen der Insel noch vorhanden.
Die Insel ist ein bedeutendes Brutgebiet für Seevögel, insbesondere für den Kurzschwanzalbatros (Phoebastria albatrus) sowie den Schwarzfußalbatros (Phoebastria nigripes), und Bestandteil des Fuji-Hakone-Izu-Nationalparks. Torishima ist Vogelschutzgebiet und darf nur mit Genehmigung und nur zu wissenschaftlichen Zwecken betreten werden.